# Jules Maaten
Jules Maaten (* 17. April 1961 in Nieuwer-Amstel, jetzt Amstelveen) ist ein niederländischer Politiker (VVD) und seit 2010 Mitarbeiter der Friedrich-Naumann-Stiftung für die Freiheit.
Maaten studierte Geschichte und internationales Recht an der Freien Universität Amsterdam. Er war Journalist bei der Zeitung Amstelveens Nieuwsblad und persönlicher Mitarbeiter in der Zweiten Kammer der Generalstaaten.
Maaten saß von 1986 bis 1991 im Gemeinderat von Amstelveen. Er gehörte von 1999 bis 2009 dem Europäischen Parlament an. Von 2001 an war er dabei Leiter der VVD-Delegation und 2004 Spitzenkandidat seiner Partei. Ferner war er von 1999 bis 2003 Schatzmeister der Europäischen Liberale, Demokratische und Reformpartei. Von 2010 bis 2016 war er Projektbüroleiter der Friedrich-Naumann-Stiftung für die Freiheit (FNF) auf den Philippinen. Von 2016 bis 2020 war er Regionalbüroleiter für Subsahara-Afrika in Johannesburg. Von 2020 bis 2022 leitete er die Abteilung Regionen im Fachbereich Internationales der Stiftung in Potsdam und seitdem ist er als Regionalbüroleiter des Europäischen Dialogprogramms der FNF in Brüssel tätig.